# تئودور برکونی
تئودور برکونی یا تئودور بار کنای (به سریانی: ܬܐܕܘܪܘܣ ܒܪ ܟܘܢܝ) شارح و مفسر و نویسندهٔ آشوری مدافع کلیسای شرق بود که به نظر می‌رسد که در پایان سده هشتم است به شهرت رسید. شناخته‌ترین کار او کتابی به نام اسخولیا Scholia دربارهٔ عهد عتیق و جدید است.